# Płazowina
Płazowina – powierzchnia leśna z rzadkimi drzewami, pozostałymi po drzewostanie, który z różnych powodów uległ nadmiernemu przerzedzeniu. Zgodnie z Instrukcją Urządzania Lasu jest to drzewostan II klasy wieku o zadrzewieniu do 0,3 włącznie, albo drzewostan III i wyższych klas wieku o zadrzewieniu do 0,2 włącznie. Płazowina jest zjawiskiem niepożądanym  w gospodarce leśnej.